# Paul Jamin

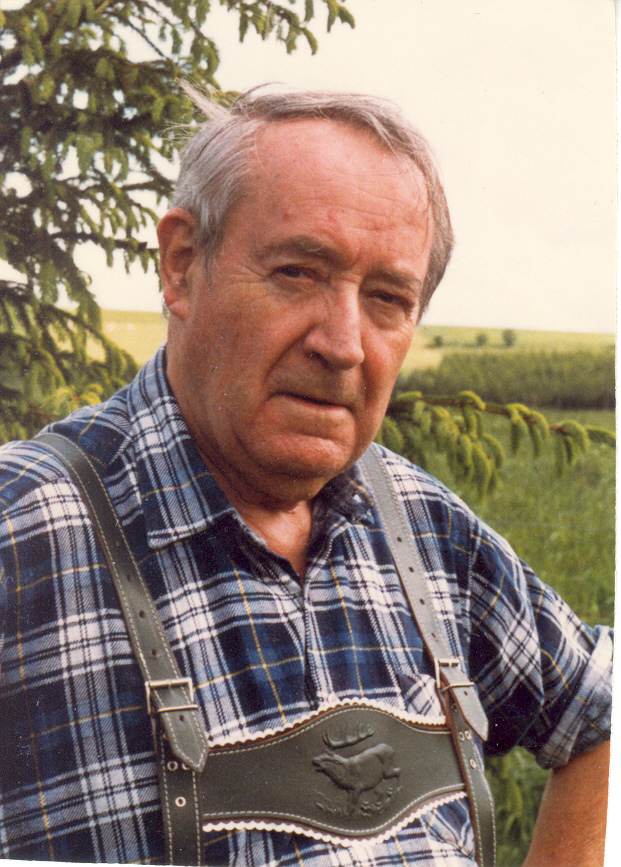
Paul Jamin (1985)

Paul Jamin (* 11. August 1911 in Lüttich; † 19. Februar 1995 in Ixelles) war ein belgischer Karikaturist. Seit jungen Jahren mit Hergé befreundet, begann er mit ihm zusammen seine Karriere als Zeichner. Während der deutschen Besatzung im Zweiten Weltkrieg arbeitete Jamin für die Besatzungs- und kollaborierende Presse sowie als Propagandasprecher im Radio, wofür er nach der Befreiung des Landes zum Tode verurteilt wurde. Nach einer Umwandlung in eine lebenslange Freiheitsstrafe wurde Jamin vorzeitig entlassen und war dann wieder als Karikaturist tätig. Zweimal, kurz vor Ende des Krieges und nach seiner Entlassung aus dem Gefängnis, arbeitete er kurzzeitig in Deutschland. Jamin war zeit seines Lebens äußerst produktiv, sein Werk umfasst eine fünfstellige Zahl von Zeichnungen.

## Leben
Jamin wuchs zusammen mit vier Geschwistern auf, sein Vater war Drogist, seine Mutter unterrichtete Zeichnen an einer Lehranstalt für angehende Lehrerinnen. Sein Cousin Georges Jamin war Bildhauer. Nach dem Ersten Weltkrieg bauten sich Jamins Eltern einen Bauernhof in Nordfrankreich, er ging während dieser Zeit in Vervins zur Schule, war dort Messdiener und verbrachte ansonsten bereits zu dieser Zeit die meiste Zeit mit Zeichnen.
Jamins Eltern gaben das Landleben jedoch rasch wieder auf und zogen nach Brüssel, wo sie eine Drogerie eröffneten. In der Schule wurde Jamins Talent wahrgenommen, und seine Eltern ließen von ihrem Wunsch ab, dass er Anwalt werden solle. Er besuchte für eine Weile das Institut Saint-Luc, hatte jedoch an der klassischen Ausbildung keine Freude, sodass er dieses wieder verließ.
Im Alter von 18 Jahren hatte sich Jamin während der Zeit bei den Pfadfindern mit Georges Remi, später weltbekannt als Hergé, angefreundet. Letzterer arbeitete bei der Zeitung Le Vingtième Siècle und überzeugte seinen Freund, zur Redaktion hinzuzustoßen. Auch Herausgeber Norbert Wallez erkannte Jamins Talent, der nun fortan mit Hergé bei der Kinderbeilage Le Petit Vingtième arbeitete und vor allem das Mot de l'oncle Jo schrieb, das er auch selbst illustrierte, während Hergé dort seine ersten Tim-und-Struppi-Geschichten veröffentlichte. Jamins Beschäftigungen – er arbeitete auch an Stups und Steppke mit – füllten ihn jedoch nicht aus, und er träumte davon, politische Karikaturen zu zeichnen. 1936 ergab sich schließlich diese Gelegenheit, als er mit einem bedeutenden Teil der Redaktion des Vingtième Siècle zur von Léon Degrelle gegründeten Zeitung Le Pays réel wechselte, die das Sprachrohr des Rexismus bildete.
Die zu jener Zeit gehäuft auftretenden politischen Affären wurden durch Jamin dankbar aufgenommen, von seinen Zeichnungen erschien ein Sammelband, zu dem Degrelle ein Vorwort schrieb. Jamin arbeitete außerdem für die durch Paul Colin herausgegebene Wochenzeitung Cassandre und für L'Ouest, der 1939 durch den späteren Chefredakteur von Le Soir, Raymond de Becker, gegründet wurde.
Während der deutschen Besatzung Belgiens arbeitete Jamin für das Besatzungsorgan Brüsseler Zeitung sowie die kollaborierenden Le Soir, Le Pays réel und das flämische Volk en Staat und schuf während dieser Zeit mehr als 500 Zeichnungen, die im Allgemeinen gleichermaßen bemerkenswert ausgeführt waren als auch die ideologische Ausrichtung der Besatzungsmacht wiedergaben. Nach Angaben des Hergé-Biografen Pierre Assouline wurde ersterer von Jamin als Mittelsperson davon überzeugt, seine Zeichnungen im von den Deutschen kontrollierten Soir zu veröffentlichen. Im Propagandasender Radio Bruxelles präsentierte Jamin eine Nachahmung von patriotischen Sendungen der BBC mit dem Namen Bavards, Bobards, Canards (Schwätzer, Schwindel, Zeitungsenten), die mit der Marschmusik der Filme Laurel und Hardys als Erkennungsmelodie versehen wurde. Während dieser Jahre traf er in der Zentrale der Rexisten die damals sehr junge Renée Meunier, die dort als Sekretärin arbeitete. Jamin war zu jener Zeit verheiratet (aus der Ehe gingen zwei Kinder hervor), erst nach dem Tod seiner Frau im Jahr 1971 lebte er mit Meunier zusammen.
Kurz vor der Befreiung Belgiens ging Jamin nach Berlin und arbeitete von dort u. a. für die Zeitung L'Avenir und den Verlag Toison d'Or. März 1945 verurteilte ihn der belgische Kriegsrat in Abwesenheit zum Tode und zusätzlich zur Zahlung von fünf Millionen belgischen Francs an den Staat. Jamin kehrte nach der deutschen Kapitulation nach Belgien zurück und wurde in Hasselt verhaftet. Der Militärgerichtshof senkte den zu zahlenden Betrag auf 100.000 belgische Francs ab, bestätigte aber ansonsten das Todesurteil, das jedoch im Dezember 1946 in eine lebenslängliche Freiheitsstrafe umgewandelt wurde. Während seiner Haftzeit erhielt Jamin moralische Unterstützung durch seinen Freund Hergé. Zeitweise teilte er sich seine Zelle mit seinem Bruder Ernest, der Direktor des Pays réel gewesen war. Ostern 1951 wurde Jamin vorzeitig aus der Haft entlassen.
Wegen der Gesetzeslage in Belgien war es Jamin theoretisch zunächst nicht möglich, in alter Form weiterzuarbeiten. Die belgische Exilregierung hatte mit einem Artikel subversive Publikationen unterbinden wollen, eine durch die Kriegssituation hervorgegangene Intention, die jedoch nach dem Krieg zu Missbrauch einlud (der Gesetzesartikel wurde dann auch später durch den Europäischen Gerichtshof für Menschenrechte verworfen). Jamin ging zunächst wieder nach Deutschland, wo er für die Ruhr Nachrichten unter dem Pseudonym „Peter Klipp“ täglich eine Karikatur zeichnete. Diese Arbeitsmöglichkeit hatte sich durch seinen Kontakt zum Direktor der Zeitung ergeben, mit dem er während des Krieges in Brüssel bekannt gewesen war. Er verfolgte weiterhin genau das Geschehen in Belgien und arbeitete auch für den 1945 gegründeten Pan, weswegen er alle 14 Tage in sein Heimatland reiste. Des Weiteren erstellte er Werbezeichnungen für Martini und Cinzano, zeichnete unter dem Pseudonym „de Kler“ für die flämische Zeitung De Vlaamse Linie, dem noch mit The Bulletin, Belqiue numéro 1, L'événement, Impact, Le Métropole, Trends, De Standaard, Ciné-Revue und L'Éventail viele andere Medien folgten.
Noch 1951 begann auf Initiative des neuen Direktors des Pan eine jahrzehntelange Zusammenarbeit, unter dem Pseudonym Alidor wurden seine Zeichnungen zu einem der Markenzeichen. Fast 40 Jahre später kam es zum Bruch Jamins und des Chefredakteurs Henri Vellut mit dem Blatt, da sie mit der Personalentscheidung, den jungen Stéphan Jourdain die Leitung der Zeitung übernehmen zu lassen, nicht einverstanden waren. Sie verließen daraufhin Pan und gründeten mit Père Ubu eine neue Satirezeitung. In den vergangenen vierzig Jahren hatte Jamin nahezu 20.000 Zeichnungen erstellt.
1998 erschien in einer limitierten Auflage von 500 Exemplaren eine durch Stéphane Steeman unter Mitarbeit von Jamins Partnerin Meunier, die seinen Nachlass verwaltete, herausgegebene Hommage an die Freundschaft zwischen Jamin und Hergé, Complices cités. 2010, fünfzehn Jahre nach Jamins Tod, wurde Pan durch Père Ubu gekauft und mit diesem zum neuen Titel Ubu-Pan verschmolzen.